# 韋斯特韋爾 (紐約州)
韋斯特韋爾（英語：Westvale）是位於美國紐約州奧農達加縣的普查規定居民點。

## 人口
根據2020年美國人口普查的數據，韋斯特韋爾的面積為3.49平方千米，皆為陸地。當地共有人口5090人，而人口密度為每平方千米1,458.45人。